# Kevin Stitt
John Kevin Stitt (Milton (Florida), 28 december 1972) is een Amerikaanse ondernemer en politicus van de Republikeinse Partij. Sinds januari 2019 is hij de gouverneur van de Amerikaanse staat Oklahoma.

## Biografie
Kevin Stitt werd geboren in Milton, een stadje in de Florida Panhandle. Hij verhuisde op jonge leeftijd naar de staat Oklahoma en groeide daar op in de plaatsen Wayne en Norman. Stitt is een afstammeling van indianen en behoort tot de Cherokee Nation.
Na de middelbare school ging Stitt in 1991 boekhoudkunde studeren aan de Oklahoma State University in Stillwater. Hij bekostigde zijn studie onder meer door te werken als huis-aan-huisverkoper. Na het behalen van zijn Bachelor of Science, in 1996, ging hij aan de slag in de financiële sector. Vier jaar later richtte hij de firma Gateway op, een verstrekker van hypothecaire leningen. Deze onderneming, die hij naar eigen zeggen begon met slechts duizend dollar en een computer, groeide later uit tot een middelgroot bedrijf met 1200 werknemers in 41 Amerikaanse staten. Stitt bleef er tot 2018 actief als CEO.
Stitt is sinds 1998 gehuwd met zijn vrouw Sarah en kreeg met haar zes kinderen.

### Gouverneur
Zonder politieke ervaring stelde Stitt zich in 2017 namens de Republikeinse Partij verkiesbaar voor het gouverneurschap van Oklahoma. Hiermee schaarde hij zich tussen de kandidaten om Mary Fallin op te volgen, die zich na twee termijnen als gouverneur niet opnieuw verkiesbaar mocht stellen. Tijdens zijn verkiezingscampagne bezocht Stitt alle 77 county's in de staat en maakte hij een gestage opmars in de peilingen.
In de Republikeinse voorverkiezing wist Stitt de zittende luitenant-gouverneur Todd Lamb verrassend te verslaan, waarna hij de steun verwierf van president Donald Trump, vicepresident Mike Pence en andere partijkopstukken als Ted Cruz, Rick Santorum en Tom Coburn. In de daaropvolgende run-off versloeg hij ook Mick Cornett, een voormalig burgemeester van Oklahoma City. Vervolgens moest hij het bij de algemene verkiezingen in november 2018 opnemen tegen de Democratische kandidaat Drew Edmondson. Stitt behaalde ruim 54% van de stemmen en werd daarmee verkozen tot gouverneur van Oklahoma. Op 14 januari 2019 werd hij ingezworen in de hoofdstad Oklahoma City. Zijn ambtstermijn loopt tot 2023.
Stitt staat bekend als pro-life en is een voorstander van het recht op wapenbezit. Kort na zijn aantreden als gouverneur tekende hij een wet die het meerderjarigen toestaat om ook zonder vergunning een vuurwapen mee te dragen. Tevens introduceerde hij een uitgebreide regeling voor het medicinaal gebruik van marihuana.